# Barta Barri
Barta Barri (nombre en español Bernabé Barta Barri) y a menudo acreditado como Barta Barry, Berta Barry o incluso como Bart Barry, (Budapest, 16 de agosto de 1911-Madrid, 7 de diciembre de 2003) fue un actor hispanohúngaro que participó en más de ciento treinta títulos, entre películas y series de televisión, durante las décadas de 1950 y 1980, mayoritariamente en papeles de reparto y a menudo sin acreditar. 
Anteriormente a su faceta de actor, iniciada en 1950, destacó como trapecista en el mundo del circo, llamando la atención de Ignacio Iquino  que lo descubre en una actuación en una sala de fiestas de Barcelona y le propone un papel en su película La familia Vila, con la que inicia su larga carrera cinematográfica.
Fue esposo de la también actriz María Cañete.

## Filmografía (cine)
- La familia Vila (1950)
- Brigada criminal (1950)
- Verónica (1950)
- Dulce Nombre (1951)
- Almas en peligro (1952)
- Persecución en Madrid (1952)
- Ronda española (1952)
- La danza del corazón (1953)
- El golfo que vio una estrella (1953)
- Bronce y luna (1953)
- Fantasía española (1953)
- La montaña sin ley (1953)
- El indiano (1954)
- El presidio (1954)
- La canción del penal (1954)
- Los gamberros (1954)
- Sor Angélica (1954)
- El puente del diablo (1955)
- El Ceniciento (1955)
- Ha pasado un hombre (1955)
- Los agentes del 5º grupo (1955)
- Sitiados en la ciudad (1955)
- La pecadora (1956)
- Amanecer en puerta oscura (1957)
- El aventurero (1957)
- La guerra empieza en Cuba (1957)
- Orgullo y pasión (1957)
- Y eligió el infierno (1957)
- Muchachas en vacaciones (1958)
- El sol sale todos los días (1958)
- Caravana de esclavos (1958)
- El puente de la paz (1958)
- Las chicas de la Cruz Roja (1958)
- En las ruinas de Babilonia (1959)
- Escucha mi canción (1959)
- Las de Caín (1959)
- Una gran señora (1959)
- Ama Rosa (1960)
- Melocotón en almíbar (1960)
- The Boy Who Stole a Million (1960)
- Cariño mío (1961)
- El gladiador invencible (1961)
- Fray Escoba (1961)
- Los corsarios del Caribe (1961)
- Ultimo chantaje (1961)
- 7 Espartanos (1962)
- El hijo del Capitán Blood (1962)
- Mi adorable esclava (1962)
- Siempre en mi recuerdo (1962)
- Cyrano y D'Artagnan (1963)
- Encrucijada mortal (1963)
- José María (1963)
- El misterio de las naranjas azules (1964)
- Gringo (1964)
- La carga de la policía montada (1964)
- Los invencibles (1964)
- Saúl y David (1964)
- Un puente sobre el tiempo (1964)
- El hijo del pistolero (1965)
- Estambul 65 (1965)
- Johnny West (1965)
- Los jueces de la Biblia (1965)
- Marc Mato, agente S. 077 (1965)
- Tabú (1965)
- Pampa salvaje (1966)
- Huyendo del halcón (1966)
- La dama del alba (1966)
- El halcón y la presa (1967)
- Dinamita Joe (1967)
- El hombre que mató a Billy el Niño (1967)
- La esclava del Paraíso (1967)
- La última aventura del general Custer (1967)
- O.K. Yevtushenko (1967)
- Bésame, monstruo (1968)
- Comanche blanco (1968)
- ¡Cómo sóis las mujeres! (1968)
- ¿Quién grita venganza? (1968)
- Un sudario a la medida (1968)
- Amenaza black box (1969)
- Las cicatrices (1969)
- Más allá de Río Miño (1969)
- No importa morir (1969)
- Prisionero en la ciudad (1969)
- Simón Bolívar (1969)
- ¡Viva América! (1969)
- Garringo (1970)
- Cabalgando al infierno (1970)
- Cañones para Córdoba (1970)
- El hombre invisible (1970)
- El hombre que vino del odio (1970)
- El vampiro de la autopista (1970)
- El vértigo del crimen (1970)
- Goya (1970)
- Los hombres las prefieren viudas (1970)
- Pierna creciente, falda menguante (1970)
- Si estás muerto, ¿por qué bailas? (1970)
- La noche de Walpurgis (1971)
- La puerta cerrada (1971)
- Nicolás y Alejandra (1971)
- Sol rojo (1971)
- El hombre de Río Malo (1971)
- Dr. Jekyll y el Hombre Lobo (1972)
- Experiencia prematrimonial (1972)
- La isla del tesoro (1972)
- Tarots (1972)
- Un hombre llamado Noon (1972)
- Pánico en el Transiberiano (1972)
- El desafío de Pancho Villa (1972)
- El pez de los ojos de oro (1973)
- Los tres superhombres en el oeste (1973)
- Puños, piratas y karate (1973)
- El talón de Aquiles (1974)
- Fantasma en el Oeste (1974)
- Las violentas (1974)
- El extraño amor de los vampiros (1975)
- Ligeramente viudas (1975)
- Último deseo (1976)
- Cazar un gato negro (1976)
- El kárate, el Colt y el impostor (1976)
- El segundo poder (1976)
- La menor (1976)
- La promesa (1976)
- Viaje al centro de la Tierra (1976)
- Un día con Sergio (1977)
- De Dunkerque a la victoria (1978)
- La perla negra (1978)
- Duelo a muerte (1980)
- El Lobo Negro (1980)
- Serpiente de mar (1984)
- Leviatán (1985)
- Las tribulaciones de un Buda Bizco (1986)

## Filmografía (series de TV)
- Tras la puerta cerrada (1 episodio) (1965)
- Poly en Espagne (13 episodios) (1972)
- Im Auftrag von Madame (1 episodio) (1974)
- Curro Jiménez  (1 episodio) (1977)
- La huella del crimen  (1 episodio) (1985)